# Caño Cristales
Il Caño Cristales (letteralmente "canale di cristallo") è un fiume della Colombia localizzato nella Serranía de la Macarena, nel dipartimento di Meta, ed è un tributario del fiume Guayabero, parte del bacino dell'Orinoco. Il fiume è comunemente noto come il Fiume dei cinque colori o l'Arcobaleno liquido. Il letto del fiume infatti da fine luglio a novembre si colora di cinque diversi colori: giallo, verde, azzurro, nero e soprattutto rosso, l'ultimo colore è causato dalla Macarenia clavigera (Podostemaceae) una pianta acquatica presente sul fondo del fiume. È considerato uno dei più particolari fiumi della Terra tanto che il National Geographic lo ha descritto come sembrare provenire dal "Giardino dell'Eden".

## Geologia
Il complesso montuoso della Serrania de la Macarena sul quale scorre il fiume è caratterizzato dalla presenza di antichissime rocce di quarzite risalenti a circa 1,2 miliardi di anni fa, una vera "inselberg", isola divenuta montagna, paragonabile con il Massiccio della Guiana del Venezuela.

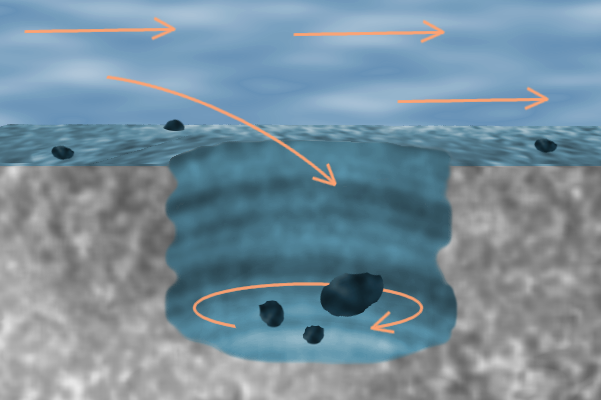
Formazione di una marmitta dei giganti

Essendo un corso d'acqua minore, il Caño Cristales non raggiunge i 100 km di lunghezza e non supera mai i 20 m di larghezza. È un fiume a flusso rapido con molte rapide e cascate. In molti punti del letto del fiume sono presenti pozzi circolari detti marmitte dei giganti che si ritiene possano essere stati formati da ciottoli o pezzi di rocce più dure di quella in cui scorre il fiume: se intrappolati dalla corrente ostacolata da un qualsiasi ostacolo, questi frammenti di rocce raschiano le pareti attorno all'ostacolo stesso creando una cavità. Col tempo altri frammenti di roccia dura cadono nelle cavità già presenti e, fatti ruotare dalla corrente d'acqua, continuano a inciderne la parete, aumentando le dimensioni del pozzo. 

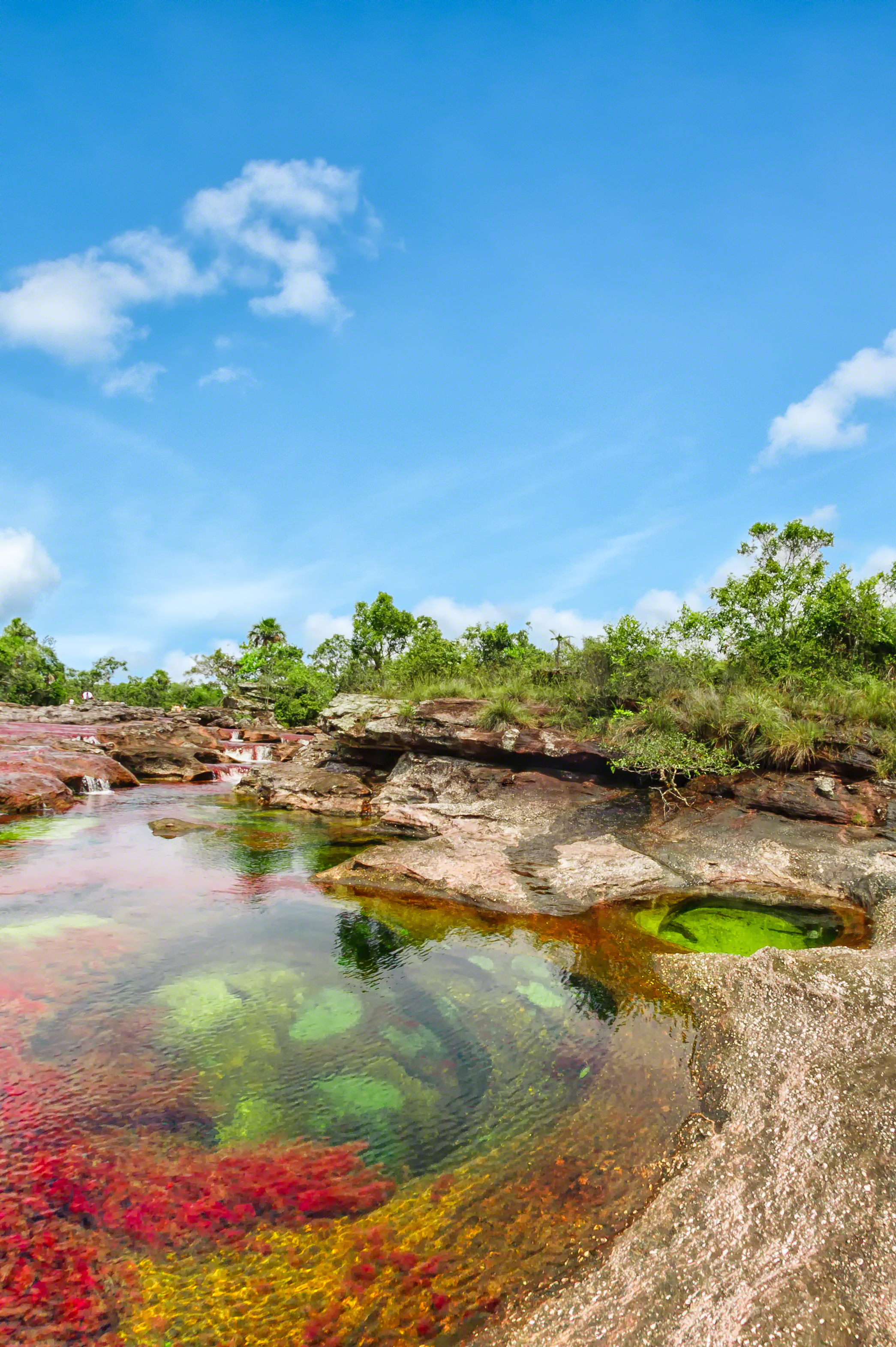

## Flora e fauna
La Serranía de la Macarena si trova al confine di tre grandi ecosistemi, ognuno con un'elevata diversità di flora e fauna: le Ande, Orinoco e Amazzona, cioè, Los Llanos orientale e la foresta pluviale amazzonica. La vita delle piante e degli animali è alle prese con la mancanza di nutrienti sulla solida superficie rocciosa dell'altopiano e ha sviluppato diversi adattamenti. Il bioma rappresentativo della Serranía de La Macarena è la foresta pluviale idrofitica: calda, tiepida e fredda. L'altopiano ospita circa 420 specie di uccelli, 10 specie di anfibi, 43 specie di rettili e otto di primati.

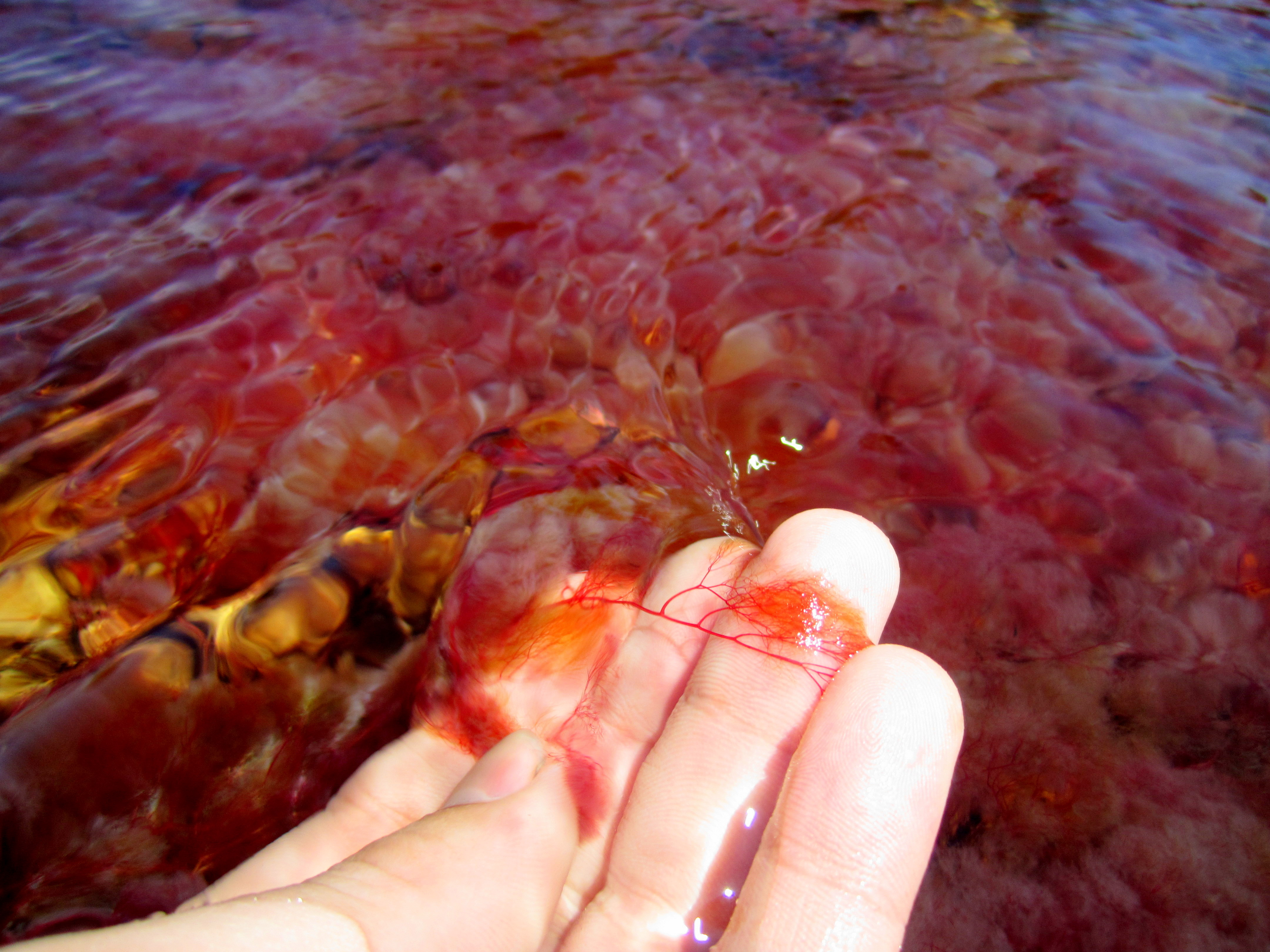
Macarenia clavigera

Il Caño Cristales ha una grande varietà di piante acquatiche. L'acqua del fiume è estremamente limpida a causa della mancanza di nutrienti e di piccole particelle in sospensione. Quasi unica è la colorazione rosso-rosa brillante del letto del fiume che si osserva dopo il periodo delle piogge, alla fine di giugno fino a novembre. Questo colore è causato da grandi quantità di specie di piante endemiche di Macarenia clavígera. Questa pianta si trova solo in pochi altri fiumi locali, come il Caño Siete Machos. Queste piante rosse aderiscono saldamente alle rocce nei punti in cui il fiume ha una corrente più rapida.